# 莱尚热罗
莱尚热罗（法語：Les Champs-Géraux，法語發音：[le ʃɑ̃ ʒeʁo]）是法国阿摩尔滨海省的一个市镇，位于该省东部，属于迪南区。

## 地理
莱尚热罗（48°25'0"N, 1°58'14"W）面积19.09 平方千米，位于法国布列塔尼大區阿摩尔滨海省，该省份为法国西北部沿海省份，位于布列塔尼半岛北部，北濒大西洋英吉利海峡，西接菲尼斯泰尔省，南至莫尔比昂省，东临伊勒-维莱讷省。
与莱尚热罗接壤的市镇（或旧市镇、城区）包括：卡洛尔冈、埃夫朗、朗瓦莱、圣埃朗、普莱斯代尔。

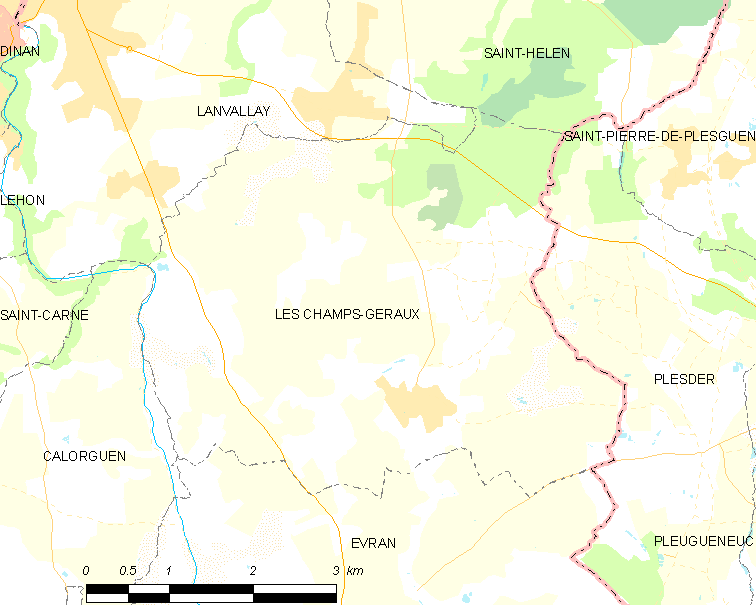
莱尚热罗的OSM定位图

莱尚热罗的时区为UTC+01:00、UTC+02:00（夏令时）。

## 行政
莱尚热罗的邮政编码为22630，INSEE市镇编码为22035。

## 政治
莱尚热罗所属的省级选区为朗瓦莱县。

## 人口

1962-2008年间莱尚热罗人口变化图示

莱尚热罗于2022年1月1日时的人口数量为1053人。